# 7806 Umasslowell
7806 Umasslowell è un asteroide della fascia principale. Scoperto nel 1971, presenta un'orbita caratterizzata da un semiasse maggiore pari a 2,4249596 UA e da un'eccentricità di 0,1928708, inclinata di 2,66155° rispetto all'eclittica.
L'asteroide è dedicato all'Università del Massachusetts-Lowell.